# Andrej Plenković
Andrej Plenković (Zágráb, 1970. április 8. –) horvát politikus, a  Horvát Demokrata Közösség (HDZ) elnöke, 2016 óta kormányfő.

## Élete
1970-ben született Zágrábban, dalmát családban. Apja Mario Plenković egyetemi tanár, édesanya Vjekoslav Raos-Plenković kardiológus, belgyógyász szakorvos. Felesége, az ügyvédként dolgozó Anne Maslać Plenković. 1993-ban a Zágrábi Egyetem Jogtudományi Karán szerzett jogi diplomát, 2002-ben pedig doktori fokozatot.
Pályáját a külügyminisztérium európai integrációs osztályán kezdte. 2000-ben tagja lett az Európai Unió (EU) és Horvátország közti stabilizációs és társulási egyezményt tető alá hozó tárgyalóküldöttségnek, később a brüsszeli EU-képviseletére került misszióvezető-helyettesként, majd Párizsban első beosztott lett. 2010. áprilisa és 2011. decembere között a Jadranka Kosor vezette kormány európai integrációért felelős államtitkára. 2011-ben belépett a HDZ-be, s mint a párt jelöltje bekerült a parlamentbe is (2011–2013). 2013-tól európai parlamenti képviselő, s mint ilyen EU-megfigyelőként részt vett a 2014-es és a 2015-ös ukrajnai választásokon.
2016. július 17-én megválasztották a kormányzó, konzervatív HDZ új elnökének, miután Tomislav Karamarko korábbi elnök még júniusban lemondott tisztségéről. Az előrehozott parlamenti választásokat követően Kolinda Grabar-Kitarović államfő októberben kormányalakítással bízta meg, majd a jobboldali HDZ-ből és a Híd Függetlenek Listája (Most) pártból álló koalíciós kabinetje – a parlament többségének támogatásával – október 19-én megalakult.